# 洛哌丁胺
洛哌丁胺 (INN:loperamide，亦有樂必寧的翻譯)，商品名稱有Imodium等， 是一種阿片類受體激動劑藥物，用於減少腹瀉的頻率 。它常用於治療大腸激躁症、發炎性腸道疾病、短腸症候群、 克隆氏症和潰瘍性結腸炎引起的腹瀉。不建議糞便帶血、糞便帶黏液或發燒的患者使用。
此藥物經由口服方式給藥。
使用後常見的副作用有腹痛、便秘、嗜睡、嘔吐和口乾。 它可能會增加中毒性巨結腸症的風險。洛哌丁胺在個體懷孕期間使用對於胎兒的安全性尚未被完全了解，但也未發現有害的證據。 在個體於母乳哺育期間使用，對於嬰兒似乎屬於安全。它是一種阿片類藥物，在正常劑量下，經由腸道的吸收不顯著，且不會穿過血腦屏障。 它的作用是減緩腸道蠕動 。
洛哌丁胺於1969年首次製成，並於1976年獲准，開始用於醫療。已列入世界衛生組織基本藥物標準清單之中 。市面上有洛哌丁胺的通用名藥物（學名藥）販售。於2022年，它是美國處方量排名第297的藥物，開立的處方箋超過40萬張 。

## 醫療用途
洛哌丁胺對多種類型的腹瀉均有療效。 包括控制急性非特異性腹瀉、輕度旅行者腹瀉、大腸激躁症、腸切除術引起的慢性腹瀉，以及繼發於發炎性腸道疾病的慢性腹瀉。它也可用於減少迴腸造口的排泄量。洛哌丁胺的仿單標示外使用 (off-label uses) 還包括化學療法引起的腹瀉，特別是與伊立替康使用相關的腹瀉。
在糞便帶血、潰瘍性結腸炎急性惡化或細菌性小腸結腸炎的情況下，不應將洛哌丁胺作為主要治療方法 。
洛哌丁胺常與地芬諾酯進行比較。研究顯示洛哌丁胺更為有效，且在神經方面的副作用較低 。

## 副作用
與洛哌丁胺相關，最常見的藥物不良反應包括便秘（發生率為1.7–5.3%）、頭暈（1.4%）、噁心（0.7–3.2%）和腹部絞痛（0.5–3.0%）。罕見但更嚴重的副作用有中毒性巨結腸症、麻痺性腸阻塞、血管性水腫、過敏性休克/過敏反應、毒性表皮壞死溶解症、史蒂芬斯－強森症候群、多形性紅斑、尿瀦留和中暑。洛哌丁胺過量最常見的症狀是嗜睡、嘔吐和腹痛或灼熱感。高劑量使用可能導致心臟問題，例如心律不整。

### 禁忌症
若出現高燒或糞便帶血，應避免使用該藥物治療。對於可能因停用洛哌丁胺而出現便秘反彈（導致嚴重的便秘）的人，不建議使用這種藥物。。如果懷疑腹瀉與可能穿透腸壁的生物體有關，例如大腸桿菌O157:H7型或沙門氏菌，則洛哌丁胺不應作為主要治療方法。洛哌丁胺治療不適用於有症狀的困難梭狀芽孢桿菌感染，因為它會增加毒素滯留和引發中毒性巨結腸症的風險。
由於肝臟功能不佳會導致首渡效應（藥物首次通過肝臟時被分解的過程）降低，因此肝功能不全的患者在使用洛哌丁胺時需要特別小心。此外，治療晚期愛滋病患者時應謹慎，因為已有病毒性和細菌性中毒性巨結腸症的病例報告。若發現腹部脹氣，應停用洛哌丁胺治療。

### 兒童
不建議兩歲以下兒童使用洛哌丁胺。曾有罕見的致命性麻痺性腸阻塞伴隨腹部脹氣的案例報告。這些報告大多發生在急性痢疾、藥物過量以及兩歲以下幼童的情況下 。一項針對12歲以下兒童使用洛哌丁胺的回顧研究發現，嚴重的藥物不良事件僅發生在三歲以下兒童。該報告指出，對於三歲以下、全身性疾病、營養不良、中度脫水或血便的兒童，應禁用洛哌丁胺 。
巴基斯坦於1990年禁用所有用於兒童的洛哌丁胺止瀉製劑。
英國國民保健署建議洛哌丁胺應僅經由醫生處方才能給予12歲以下兒童使用。在英國，兒童用製劑僅能憑處方取得。

### 懷孕和哺乳期間使用
英國不建議個體在懷孕期間或是哺乳期使用洛哌丁胺。大鼠模型的研究顯示並無胎兒致畸性，但尚未對人類進行過充分研究。一項針對89名在懷孕初期接觸洛哌丁胺的女性進行的對照前瞻性研究顯示，胎兒畸形風險並未增加。然而這僅是一項較小樣本的研究。洛哌丁胺會滲入於母乳中，因此不建議哺乳期母親使用。

## 藥物交互作用
洛哌丁胺是P-糖蛋白的基質，因此當與P-糖蛋白抑制劑併用時，洛哌丁胺的濃度會增加。 常見的P-糖蛋白抑制劑有奎尼丁、利托那韋和酮康唑 。洛哌丁胺可能會降低人體對某些藥物的吸收。例如沙奎那韋與洛哌丁胺併用時，前者的濃度可能會降低一半。 
洛哌丁胺是一種止瀉劑，可減少腸道蠕動。因此，當與其他抗蠕動藥物結合使用時，便秘的風險會增加。這些藥物包括其他阿片類藥物、抗組織胺藥、抗精神病藥和抗膽鹼劑 。

## 作用機制

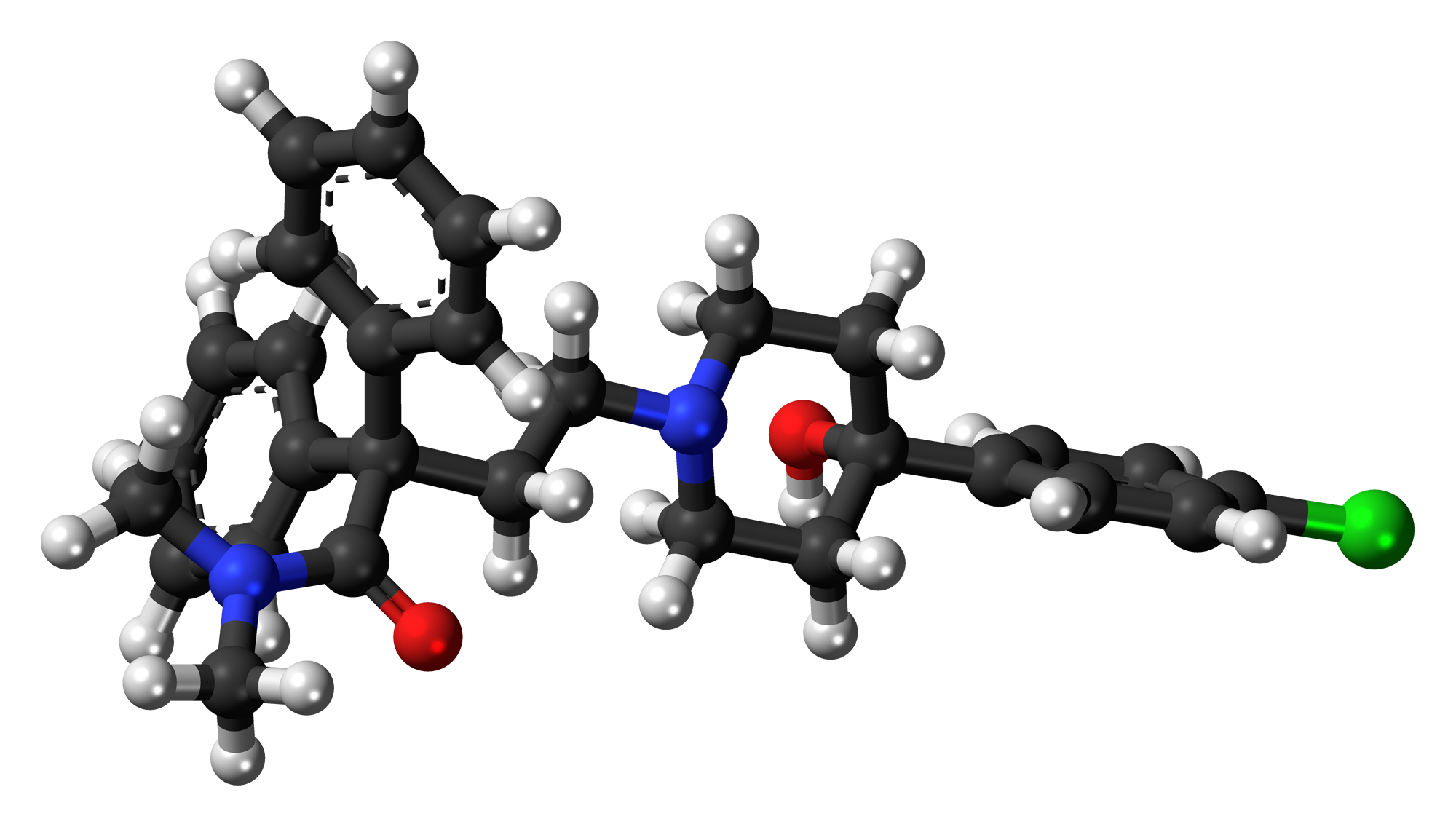
洛哌丁胺分子的球棍模型。

洛哌丁胺是一種阿片類受體激動劑，作用於大腸肌間神經叢中的μ-阿片類受體。它的作用類似嗎啡，能降低肌間神經叢的活性，進而減少腸壁縱向和環狀平滑肌的張力 。而會延長物質在腸道中停留的時間，讓糞便中更多的水分被吸收。它還會減少結腸集體運動並抑制胃結腸反射。
洛哌丁胺在血液中的循環受到兩種方式限制。腸壁中P-糖蛋白的外排作用減少洛哌丁胺的通過，而穿越的藥物部分隨後透過肝臟的首渡效應進一步減少。洛哌丁胺會代謝成類似 MPTP的化合物，但不太可能產生神經毒性。 

### 血腦屏障
P-糖蛋白的外排作用也阻止循環中的洛哌丁胺能有效穿過血腦屏障，因此它通常只能作用於周邊神經系統中的μ-阿片類受體，且目前抗膽鹼認知負擔量表（Anticholinergic Cognitive Burden Scale, ACB Scale）上的評分是"1分"（具有潛在的抗膽鹼作用，但在臨床上通常不會引起顯著的認知障礙） 。同時併用P-糖蛋白抑制劑（例如奎尼丁）可能會讓洛哌丁胺穿過血腦屏障，產生中樞嗎啡樣作用。在高劑量（>70 克）下，洛哌丁胺可讓P-糖蛋白飽和（而克服外排作用）並產生欣快感。 研究發現洛哌丁胺與奎尼丁併用會導致呼吸抑制，表示其具有中樞阿片類作用 。
高劑量洛哌丁胺在臨床前研究中，特別是在小鼠、大鼠和普通獼猴（恆河猴）身上，已被證明會導致輕微的身體依賴性。在長期使用洛哌丁胺治療的動物突然停藥後，可觀察到輕微的阿片類藥物戒斷症狀。 

## 化學

### 合成
洛哌丁胺在實驗室規模上，是從內酯3,3-二苯基二氫呋喃-2(3H)-酮和4-氧哌啶-1-羧酸乙酯開始合成 。在大規模生產中，則採用類似的合成方法，只是內酯和哌啶酮是從更便宜的材料生產而非直接購買。

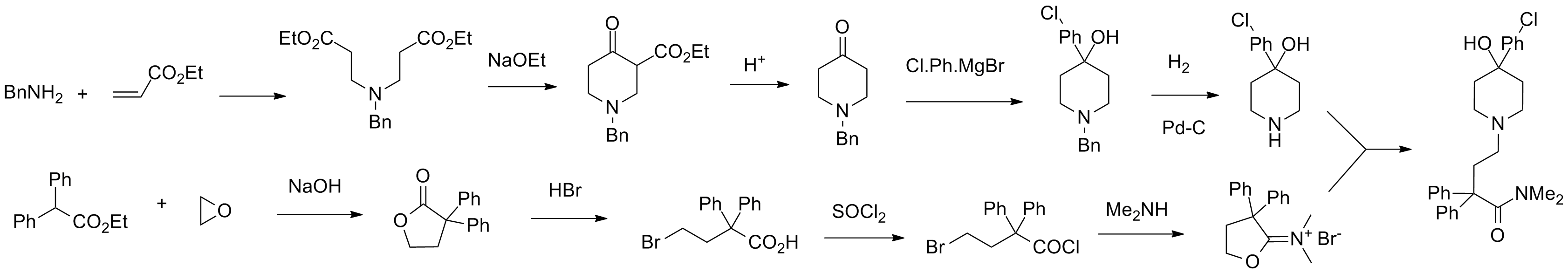
洛哌丁胺的合成路徑。

### 物理性質
洛哌丁胺通常以鹽酸鹽形式生產。其主要多晶型物的熔點為224°C，第二種多晶型物的熔點為218°C。其中另含一種四水合物形式，熔點為190°C 。

## 歷史
鹽酸洛哌丁胺於1969年首次成功合成 ，由在比利時楊森製藥工作的保羅·楊森在先前發現鹽酸地芬諾酯(1956年) 和檸檬酸吩坦尼 (1960年) 之後完成 。
洛哌丁胺的首批臨床報告於1973年發表在《藥物化學雜誌》 上 ，其中一位撰寫者就是發明者。當時的試驗代號是"R-18553"。 洛哌丁胺氧化物則有不同的研究代碼："R-58425"。
該藥物對照安慰劑的試驗於1972年12月至1974年2月進行，結果於1977年發表在《{{le|腸道|Gut (journal)》 期刊上 。
楊森製藥於1973年開始以品牌名Imodium推廣洛哌丁胺。Imodium於1976年12月獲得美國食品藥物管理局（FDA）核准 。
Imodium在1980年代成為美國最暢銷的處方止瀉藥。 
麥克尼爾製藥公司 (McNeil Pharmaceutical) 於1988年3月開始以Imodium A-D的品牌名，將洛哌丁胺作為非處方藥銷售 。
洛哌丁胺在1980年代也以口服滴劑 (Imodium Drops) 和糖漿的形式提供。最初是為兒童設計，但嬌生公司由於巴基斯坦發生18例麻痺性腸阻塞病例（導致6人死亡），並向世界衛生組織 (WHO) 報告，而在1990年自願將其從市場撤回。在接下來的幾年（1990-1991）中，有多個國家限制含有洛哌丁胺的產品用於兒童（年齡範圍從兩歲到五歲不等）。
在1980年代後期，即美國專利於1990年1月30日到期之前，麥克尼爾製藥公司開始開發含有洛哌丁胺和西甲矽油的產品（品牌名稱：Imodium Advanced），用於治療腹瀉和脹氣。該公司於1997年3月為這種複方藥申請專利。該藥物於1997年6月獲得FDA核准，以咀嚼錠形式（品牌名稱：Imodium Multi-Symptom Relief）銷售。膠囊劑型則於2000年11月獲得核准。
1993年11月，採用Zydis技術生產的洛哌丁胺口溶錠形式上市。
2013年，2毫克錠劑形式的洛哌丁胺被列入世界衛生組織基本藥物標準清單中。
2020年，法蘭克福大學的研究人員發現洛哌丁胺能有效殺死膠質母細胞瘤細胞。

## 社會與文化

### 法律地位

#### 美國
洛哌丁胺曾是美國的管制藥品。首先，它曾是受管制物質法案附表II中的管制藥品。而後被降低到附表V。洛哌丁胺最終於1982年在時任緝毒局局長法蘭西斯 M. 穆藍的運作下從管制名單中移除。 

### 英國
洛哌丁胺可由藥劑師（藥房）自由販售給大眾，以治療腹瀉以及18歲以上成人經醫學診斷的大腸激躁症相關急性腹瀉。 

### 經濟學
洛哌丁胺作為學名藥銷售。Imodium於2016年是英國銷售額最高的品牌非處方藥之一，金額達 3,270萬英鎊 。

### 品牌名稱
洛哌丁胺最初以Imodium品牌銷售，目前也有許多學名藥品牌在市面上販售 。

### 仿單標示外使用/未經核准的使用
洛哌丁胺通常被認為濫用風險相對較低 。於2012年，並無關於洛哌丁胺濫用的報告。然而在2015年，有關以極高劑量洛哌丁胺使用的病例報告被發表 。使用者濫用洛哌丁胺的主要目的是為緩解鴉片類藥物戒斷症狀（像是腹瀉）。不過，只有極少數人在服用遠超常規的劑量時，才會產生精神活性作用。在這些更高劑量下，藥物會穿透中樞神經系統，長期使用可能導致耐受性、依賴性，以及突然停藥後的戒斷症狀 。臨床醫生稱其為"窮人的美沙酮"，並警告說，為應對阿片類藥物危機而對開立阿片類藥物處方加以限制，正在促使娛樂性使用者轉向使用非處方藥洛哌丁胺作為戒斷症狀的應對手段。FDA對這些警告做出回應，呼籲製造商基於公共安全理由，自願限制洛哌丁胺的包裝尺寸。然而目前並無對可購買的包裝數量設限，且大多數藥局認為無法限制其銷售，因此在沒有進一步法規限制洛哌丁胺販售的情況下，尚不清楚此種呼籲是否會產生任何影響。從2015年開始，已有數起因高劑量洛哌丁胺濫用導致心臟毒性（有時致命）的報告出現。